# Silimarin
Silimarin je aktivna tvar biljke sikavice (Silybium marianum). Silimarin je mješavina flavonolignana silibina, silikristina i silidiaza u omjeru 3:1:1 i glavna je aktivna tvar u plodu sikavice. 

## Djelovanje
Smatra se da obnavlja oštećene membrane jetrenih stanica i nanovo im vraća njihovu aktivnost. 

## Primjena
Silimarin se može koristiti u akutnim i upalnim bolestima jetre i kod upala jetre uzrokovanih otrovima, koristi se kod ciroze jetre i kod kroničnih bolesti jetre. Silimarin sve više dobiva na važnosti i značaju znajući da se povećava broj oboljelih od hepatitisa C i da ta bolest prijeti razviti se u epidemiju poput epidemije AIDS-a. Stoga silimarin ostaje jedino sredstvo za obnavljanje i zaštitu jetre, jednog od najmoćnijih i najsvestranijih organa čovjeka. 
Silimarin se može koristiti za ublažavanje hepatopatije, masne degeneracije jetre, upala jetre virusnog porijekla, alkoholizma, trovanja jetre različitog organskog porijekla i sl. Hepatolozi ga uglavnom propisuju pacijentima jer je to jedino sredstvo koje bi im moglo pomoći. 
Nažalost, učinkovitost ovog sredstva još uvijek nije nedvosmisleno dokaza, ali nedavna istraživanja daju naznake da ekstrakti sikavice uistinu pružaju zaštitu od nekih vrlo opasnih jetrenih toksina